# Drepanosticta krugeri
Drepanosticta krugeri – gatunek ważki z rodziny Platystictidae. Występuje na Wyspach Mentawai położonych na zachód od Sumatry.